# Blue Dyke
Blue Dyke är en udde i Antarktis. Den ligger på King George Island i Sydshetlandsöarna. Argentina, Chile och Storbritannien gör anspråk på området.
Terrängen inåt land är huvudsakligen kuperad, men åt sydväst är den platt. Havet är nära Blue Dyke åt sydost. Trakten är glest befolkad. Närmaste befolkade plats är Commandante Ferraz Station, 15,1 kilometer norr om Blue Dyke.